# Alentejo (vino)
Alentejo es una denominación de origen controlada (DOC) portuguesa para vinos producidos en la región demarcada de Alentejo, que abarca el conjunto de las áreas geográficas de las subregiones de Borba, Évora, Granja-Amareleja, Moura, Portalegre, Redondo, Reguengos y Vidigueira, situadas en la zona sur del país. 
El cultivo de la viña en esta región se remonta al período romano, como atestiguan los vestigios encontrados en las  ruinas de São Cucufate, cercano a Vidigueira, y algunos lagares romanos. 